# Tituly a vyznamenání Alexeje Leonova

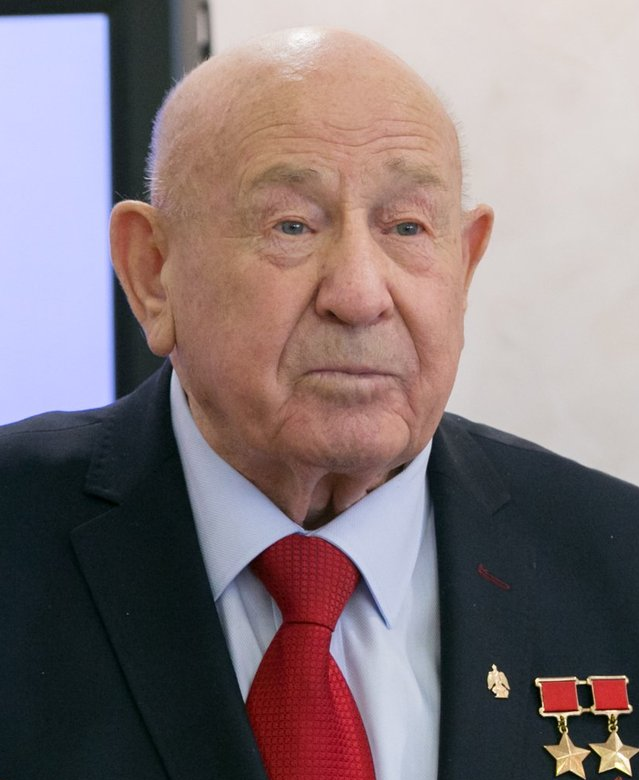
Alexej Leonov s dvěma Zlatými hvězdami Hrdiny Sovětského svazu

Alexej Leonov, sovětský letec a kosmonaut, obdržel řadu sovětských, ruských i zahraničních řádů, medailí a ocenění. Stal se také čestným občanem řady ruských i zahraničních měst, včetně Ústí nad Labem.

## Vojenské hodnosti
- 30. října 1957: poručík
- 28. března 1960: nadporučík
- 10. července 1961: kapitán
- 11. ledna 1964: major
- 18. března 1965: podplukovník
- 9. listopadu 1966: plukovník
- 22. července 1975: generálmajor letectva

## Vyznamenání

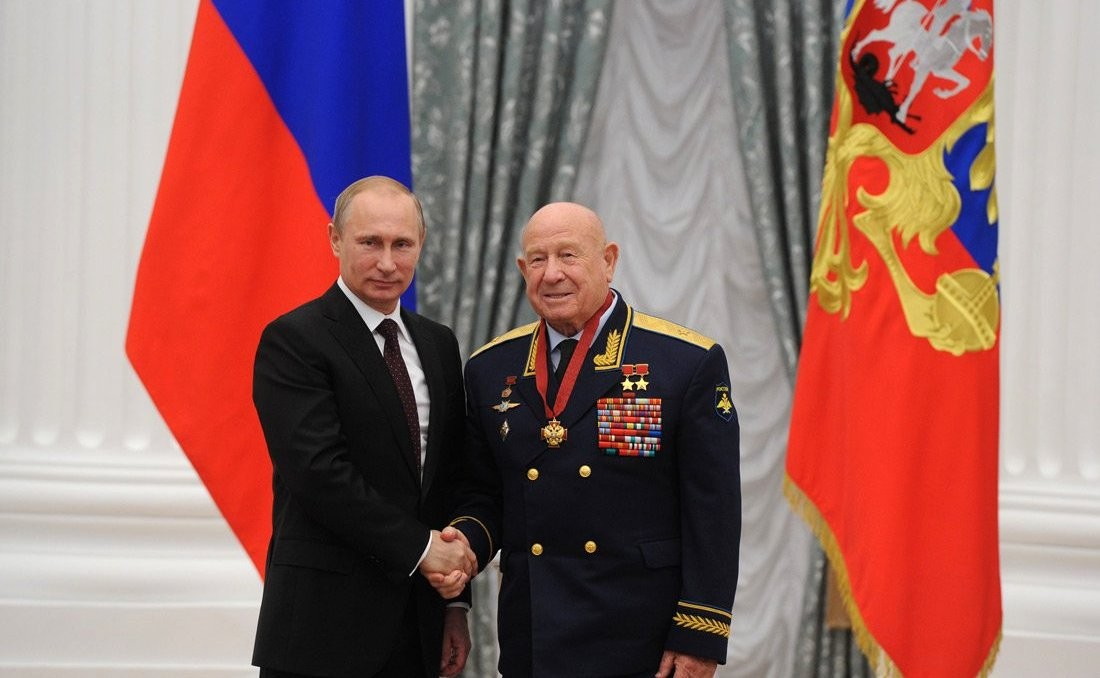
Alexej Leonov v uniformě s vyznamenáními při příležitosti jeho ocenění Řádem Za zásluhy o vlast III. třídy

### Sovětská vyznamenání
- Hrdina Sovětského svazu – 23. března 1965 a 22. července 1975
- Státní cena Sovětského svazu – 1981
- Pilot-kosmonaut Sovětského svazu – 1965

#### Řády
- Leninův řád – 23. března 1965 a 22. července 1975
- Řád rudé hvězdy – 1961
- Řád Za službu vlasti v ozbrojených silách SSSR III. třídy – 1975

#### Medaile
- Medaile 100. výročí narození Vladimira Iljiče Lenina
- Jubilejní medaile 20. výročí vítězství ve Velké vlastenecké válce 1941–1945
- Jubilejní medaile 30. výročí vítězství ve Velké vlastenecké válce 1941–1945
- Medaile Veterán ozbrojených sil SSSR
- Medaile Za upevňování bojového přátelství
- Medaile 40. výročí Ozbrojených sil SSSR
- Medaile 50. výročí Ozbrojených sil SSSR
- Medaile 60. výročí Ozbrojených sil SSSR
- Medaile 70. výročí Ozbrojených sil SSSR
- Medaile Za bezchybnou službu I. třídy
- Medaile Za bezchybnou službu II. třídy
- Medaile Za bezchybnou službu III. třídy

### Ruská vyznamenání
- Řád Za zásluhy o vlast I. třídy – 29. května 2019 – udělil prezident Vladimir Putin za jeho velký přínos pro průzkum vesmíru a mnoho let svědomité práce[1]
- Řád Za zásluhy o vlast III. třídy – 22. května 2014 – udělil prezident Vladimir Putin za dosažené úspěchy v práci, významný přínos k socioekonomickému rozvoji Ruské federace, za zásluhy o průzkum vesmíru, humanitární oblast, posílení právního státu, aktivní legislativní a sociální činnost a mnoho let svědomité práce[2]
- Řád Za zásluhy o vlast IV. třídy – 2. března 2000 – za skvělé služby státu při rozvoji ruského průzkumu vesmíru s posádkou[3]
- Řád přátelství – 12. dubna 2011 – za jeho velký přínos k rozvoji průzkumu vesmíru s posádkou a mnoho let plodné veřejné činnosti[4]
- Pamětní medaile 850. výročí Moskvy
- Cena vlády Ruské federace Jurije Gagarina v oblasti kosmické činnosti – 2011 – za rozvoj národního průzkumu vesmíru s posádkou, osobní účast na prvních letech s posádkou, rozvoj mezinárodní spolupráce v oblasti kosmické činnosti a za popularizaci výsledků národní kosmonautiky
- Uznání prezidenta Ruské federace – 9. dubna 1996 – udělil prezident Boris Jelcin za jeho osobní přínos pro rozvoj domácího průzkumu vesmíru[5]

### Zahraniční vyznamenání
- Bulharsko
  - Hrdina socialistické práce – 1965
  -  Řád Georgiho Dimitrova – 1965
- Československo
  -  Medaile Za upevňování přátelství ve zbrani I. třídy
- Itálie
  -  zlatá Medaile za vojenské zásluhy – 1967
- Maďarsko
  -  Řád praporu Maďarské lidové republiky – 1965
- Mongolsko
  -  Řád rudého praporu
- Sýrie
  - Řád znamenitosti I. třídy – 1966
- Ukrajina
  -  Řád za zásluhy III. třídy – 12. dubna 2011 – udělil prezident Viktor Janukovyč za významný osobní přínos k rozvoji raketového a kosmického průmyslu, za úspěchy ve vytváření a provádění kosmických systémů a technologií a vysokou odbornost[6]
- Vietnam
  -  Hrdina práce – 1966
- Východní Německo
  -  Řád Karla Marxe – 1965
  -  Medaile Artura Beckera – 1965

### Nestátní ocenění
- Cena leninského komsomolu – 1979 – za knižní album Člověk a vesmír
- Zasloužilý mistr sportu SSSR – 1965

- Řád svatého Konstantina Velikého – Svaz rytířů Zlatého řádu svatého Konstantina Velikého
- Řád Zlaté hvězdy – Fond hrdinů Sovětského svazu a Hrdinů Ruské federace ve spojení s organizačním výborem Mezinárodního fóra Potenciál národa
- Ocenění Pýcha Ruska – Charitativní fond Pýcha Ruska, 2007

- Čestný odznak Za zásluhy o Smolensko – Smolenská oblast, březen 2011[7]

## Čestná občanství

### Rusko
- Čestný občan Moskevské oblasti – Moskevská oblast, říjen 2014[8]
- Čestný občan Kaliningradské oblasti – Kaliningradská oblast, července 2015
- Čestný občan Vladimirské oblasti – Vladimirská oblast, březen 2016
- Medaile Alexeje Leonova č. 001 – 1. září 2014[9]
- Čestný občan Kemerova – 12. dubna 1967
- Čestný občan Bělgorodu
- Čestný občan Berezniki[10]
- Čestný občan Vladimiru
- Čestný občan Vologdy
- Čestný občan Kaliningradu
- Čestný občan Kalugy
- Čestný občan Nalčiku
- Čestný občan Permu
- Čestný občan Čerepovce

### Zahraničí
- : Čestný občan Ústí nad Labem
- : Čestný občan Veliko Tarnova
- : Čestný občan Vidinu
- : Čestný občan San-Antonia
- : Čestný občan Arkalyku
- : Čestný občan Kremenčuku